# Siegfried Wischnewski
Siegfried Wischnewski (* 15. April 1922 in Saborowen, Kreis Lyck, Ostpreußen; † 24. Januar 1989 in Königswinter) war ein deutscher Schauspieler und Hörspielsprecher.

## Leben
Als 16-Jähriger stand Wischnewski erstmals in einer Schulaufführung von Shakespeares Der Kaufmann von Venedig auf der Bühne. Eine Karriere als Schauspieler kam jedoch zunächst nicht über ein Anfangsstadium hinaus, da er zur Kriegsmarine eingezogen wurde. Erst nach dem Zweiten Weltkrieg konnte er ab 1945 seine Bühnenlaufbahn fortsetzen. Obwohl Siegfried Wischnewski nie eine Schauspielschule besucht hatte, spielte er an namhaften Theatern wie in Lübeck, Kiel, Darmstadt, Wiesbaden und Düsseldorf.
Mit dem Aufstieg des Mediums Fernsehen wirkte er häufig in Fernsehproduktionen mit, meistens in Rollen von Kommissaren oder Gangstern. Populär wurde er vor allem durch die Rolle des Inspektor Cameron in dem Durbridge-Mehrteiler Melissa (1966) mit Ruth Maria Kubitschek in der Titelrolle. 1972 verkörperte er die Titelrolle in der mehrteiligen Fernsehserie Privatdetektiv Frank Kross.  Auch übernahm er Gastrollen in den Fernsehserien Derrick und Tatort. Zuletzt spielte er in der Vorabendserie Ein Heim für Tiere die Hauptrolle des Tierarztes Dr. Willi Bayer.
Auf der Leinwand war er 1962 als Kommissar in der Pater-Brown-Verfilmung Er kann’s nicht lassen an der Seite Heinz Rühmanns zu sehen und 1967 als der grimmige Hagen in dem zweiteiligen Film Die Nibelungen unter der Regie von Harald Reinl.
Wischnewski war dank seiner markanten Stimme auch in großem Umfang als Hörspielsprecher tätig. So konnte man ihn u. a. 1962 in einer Hauptrolle in dem Paul-Temple-Hörspiel Paul Temple und der Fall Margo (Regie: Eduard Hermann) hören.
Im Jahr 1948 heiratete er die Schauspielerin Suzanne Ritter, von der er 1956 wieder geschieden wurde. Aus der Ehe ging 1948 ein Sohn hervor. Im Jahr 1963 heiratete er Suzanne zum zweiten Mal; die Ehe hielt bis zu seinem Tod. Wischnewski litt zuletzt an Bronchialkrebs. Er setzte sich zur Ruhe nach einem Unfall 1986 während der Dreharbeiten zu Ein Heim für Tiere. Wischnewski stürzte von einer Kutsche, nachdem das Pferd durchgegangen war, und er zog sich leichte Verletzungen am Kopf sowie einen Bänderriss zu. Wischnewski starb 1989 zurückgezogen in seinem Haus in Königswinter-Berghausen (bei Bonn), wo er auf dem Friedhof im Stadtteil Oberpleis beigesetzt wurde.

## Filmografie (Auswahl)
- 1955: Unruhige Nacht
- 1959: Jons und Erdme
- 1960: Der letzte Zeuge
- 1961: Der Lügner
- 1961: Inspektor Hornleigh greift ein… (Folge: Der Mann aus Tanganjika)
- 1962: Er kann’s nicht lassen
- 1963: Der Zinker
- 1963: Die Dreigroschenoper
- 1964: Tim Frazer – Der Fall Salinger – Durbridge-Mehrteiler
- 1964: Der Prozeß Carl von O.
- 1965: Oberst Wennerström (TV-Zweiteiler)
- 1965: Gewagtes Spiel – Der Skorpion
- 1966: Geld kennt keine Grenzen
- 1966: Die fünfte Kolonne – Mord auf Befehl
- 1966: Melissa – Durbridge-Mehrteiler
- 1966: Die Ermittlung
- 1966: Die Nibelungen, 1. Teil: Siegfried von Xanten
- 1967: Die Nibelungen, 2. Teil: Kriemhilds Rache
- 1967: Nathan der Weise
- 1967: Geheimnisse in goldenen Nylons (Deux billets pour Mexico)
- 1968: Die fünfte Kolonne – Sonnenblumenweg 7
- 1968: Inspektor Blomfields Fall Nr. 1 – Ich spreng euch alle in die Luft
- 1970: Schmetterlinge weinen nicht
- 1970: Maximilian von Mexiko (Fernsehfilm)
- 1970: Der Portland-Ring
- 1972: Bauern, Bonzen und Bomben
- 1972: Der Kommissar – Die Tote im Park
- 1972: Privatdetektiv Frank Kross (13 Folgen)
- 1973: Klimbim (3. Folge)
- 1974: Zwei himmlische Dickschädel
- 1974: Tatort: Eine todsichere Sache (Fernsehreihe)
- 1975: Flirt von gestern
- 1975: Die Stadt im Tal
- 1975: Der tödliche Schlag
- 1975: Derrick Folge 13: Kamillas junger Freund (Fernsehreihe)
- 1976: Die Wölfin vom Teufelsmoor
- 1976: Der starke Ferdinand
- 1976: Bei Westwind hört man keinen Schuß
- 1977: Das höfliche Alptraumkrokodil (Fernsehfilm, nur Stimme)
- 1977: Generale – Anatomie der Marneschlacht
- 1978: Die Quelle
- 1978: Lady Audleys Geheimnis (TV-Zweiteiler)
- 1979: Es begann bei Tiffany
- 1979: Nathan der Weise
- 1979: Derrick Folge 57: Die Puppe
- 1980: Derrick Folge 68: Ein Lied aus Theben
- 1980: Derrick Folge 75: Eine unheimlich starke Persönlichkeit
- 1981: Flächenbrand
- 1981: Exil (TV-Mehrteiler)
- 1982: Shalom Pharao
- 1983: Die Rückkehr der Zeitmaschine
- 1983: Derrick Folge 101: Geheimnisse einer Nacht
- 1983: Der Schnüffler
- 1984: Vor dem Sturm
- 1985–1988: Ein Heim für Tiere
- 1986: Der Fahnder – Totes Rennen
- 1986: Tatort: Schwarzes Wochenende
- 1988: Die letzte Fahrt der San Diego
- 1988: Tatort: Spuk aus der Eiszeit

## Hörspiele (Auswahl)
- 1952: Günter Eich: Der Tiger Jussuf – Regie: Kurt Reiss (NWDR)
- 1956: Evelyn Waugh: Wiedersehen mit Brideshead – Regie: Hans Rosenhauer (HR/RB)
- 1958: Alfred Döblin: Berlin Alexanderplatz – Regie: Fränze Roloff (Hörspiel – HR)
- 1960: Fjodor Dostojewski: Der ewige Gatte – Regie: Theodor Steiner (HR)
- 1960: Friedrich Dürrenmatt: Der Doppelgänger – Regie: Gustav Burmester (Kriminalhörspiel – NDR/BR)
- 1965: Gustave Flaubert: Die Legende von St. Julian dem Gastfreien (Chronist) – Regie: Günter Bommert (Hörspiel – SR)
- 1977: Ernest Hemingway: Schnee auf dem Kilimandscharo, in der Bearbeitung von Rudolf Eckehard, mit: Rosemarie Fendel und Peter Lieck. Prod.: SDR, 1977. (Der Audio Verlag 2006, ISBN 3-89813-576-4)
- 1979: Rodney David Wingfield: Gespensterjagd – Regie: Dieter Eppler (Kriminalhörspiel – SDR)